# Чайли (Ґазахський район)
Чайли (азерб. Çaylı, річкова) — село в Ґазахському районі Азербайджану. Розташоване на Гянджа-Ґазахській рівнині.
Назва Чайли походить від річки Джогаз, що протікає поруч. Передбачається, що село заснували мешканці села Гираг Кесемен (Агстафинський район) з роду гизетері. Територія села раніше була місцем зимівлі роду гизетері.